# آجر سیلیسی
آجر سیلیسی یکی از انواع آجر نسوز است. این آجر می‌تواند تا دمای ۱۷۰۰ درجه سانتی‌گراد را تحمل کند و در کوره‌های ساخت کک، فولاد و شیشه مورد استفاده قرار می‌گیرد. 

## ترکیب مواد اولیه
مواد اولیه آجرهای سیلیسی دست کم حاوی ۹۳ درصد وزنی اکسید سیلیسیوم (SiO2) است اما این میزان به‌طور معمول تا ۹۷ درصد نیز افزایش می‌یابد. بنابراین مواد اولیه مورد استفاده در ساخت آجر سیلیسی، می‌بایست SiO2 مورد نیاز را تأمین نمایند. مابقی مواد تشکیل‌دهنده عبارتند از: اکسید کلسیم، اکسید تیتانیوم و اکسید آهن (III). برای تأمین این ترکیب، عمدتا از کوارتز خالص با خلوص بیش از ۹۶ درصد استفاده می‌شود. همچنین از ماسه سیلیسی با درجه خلوص بالا نیز می‌توان استفاده نمود.

## منحنی پخت
آجر سیلیسی در دمای ۱۴۲۰ تا ۱۴۸۰ درجه سانتی‌گراد با یک منحنی پخت کنترل‌شده پخته می‌شود. این آجرها در طول پخت خود دارای ۴ تا ۵ درصد انبساط خطی خواهند بود که از تغییر فاز مواد اولیه در طول پخت ایجاد می‌شود.

## فازهای موجود در محصول
محصول نهایی غالبا حاوی β-کوارتز، γ-تری‌دیمیت، β-کریستوبالیت، ولاستونیت و فاز شیشه است. درصد این فازها بستگی به مواد اولیه و روش تولید دارد اما تری‌دیمیت معمولاً ۴۰ تا ۵۰ درصد و کریستوبالیت معمولاً بین ۳۵ تا ۴۵ درصد ترکیب محصول پخته شده را تشکیل می‌دهند.

## ویژگی‌ها

### خواص فیزیکی
آجرهای سیلیسی در دماهای ۸۰۰ تا ۱۰۰۰ درجه سانتی‌گراد، انبساط حرارتی معادل ۱۲ تا ۱۵ میلی‌متر بر متر دارند اما در دماهای بالاتر انبساط منفی از خود بروز می‌دهند. این آجرها در دماهای کمتر از ۵۰۰ درجه سانتی‌گراد، مقاومت بسیار پایینی در برابر شوک حرارتی دارند ولی در دماهای بالاتر از ۶۰۰ درجه، مقاومتشان نسبت به شوک حرارتی افزایش می‌یابد و شوک‌پذیری خوبی از خود نشان می‌دهند. بنابراین گرم کردن کوره‌هایی که با استفاده از آجرهای سیلیسی پوشیده شده‌اند، می‌بایست به آهستگی و با دقت لازم انجام شود.
آجرهای سیلیسی مرغوب می‌توانند تا دمای ۱۷۰۰ درجه سانتی‌گراد را به‌خوبی تحمل کنند.
چگالی این آجرها برابر ۲/۲ تا ۳۵/۲ گرم بر سانتی‌متر مکعب است.

### خواص شیمیایی
اکسید سیلیسیوم یک اکسید اسیدی است. بنابراین مقاومت شیمیایی آجر سیلیسی در مقابل مذاب‌های اسیدی بسیار خوب است. اما بخارات و گازهای حاوی ترکیبات قلیایی باعث خوردگی این آجرها می‌شود.

## کاربردها
کاربردهای مهم آجرهای سیلیسی عبارتند از: کوره‌های کک‌سازی، کوره‌های گازی، سقف کوره‌های ذوب شیشه، دستگاه دمش هوای گرم کوره بلند و سقف کوره‌های قوس الکتریکی.

## ویژگی‌های متمایز آجرهای سیلیسی در کاربرد

### عمر طولانی در شرایط سخت
این آجرها به دلیل داشتن درصد بالای سیلیس و مقاومت در برابر انبساط و انقباض حرارتی، برای کاربردهای طولانی‌مدت مناسب هستند.

### مقاومت در برابر مواد شیمیایی
آجرهای سیلیسی مقاومت بالایی در برابر مواد شیمیایی خاص دارند، که آن‌ها را به گزینه‌ای مناسب برای کوره‌های شیمیایی و پتروشیمی تبدیل می‌کند.